# Metagramotnost

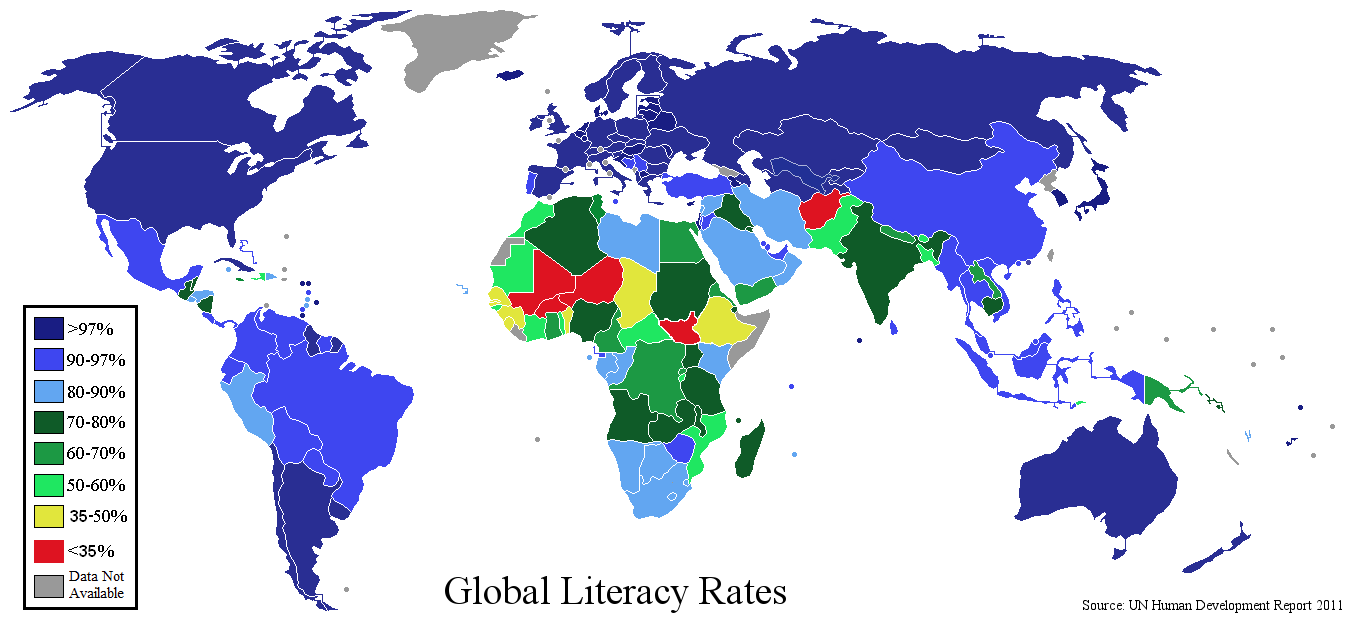
Celosvětová gramotnost - 2014

Metagramotnost je schopnost hodnotit informace z hlediska jejich objektivity, spolehlivosti a  důvěryhodnosti a zároveň dovednost používat tyto informace v kontextu vytváření a sdílení znalostí. Tato dovednost je užitečná hlavně v souvislosti s používáním internetu a sociálních sítí. Metagramotnost se využívá ve vzdělávání, jejím cílem je, aby se z lidí stali informovaní spotřebitelé a odpovědní producenti informací v  různých sociálních komunitách.

## Definice a použití
Metagramotnost zahrnuje různé typy gramotností do jednoho celku, zaměřeného na získávání, vytváření a sdílení poznatků v online sociálních komunitách. Podobně jako přístupy orientované na dovednosti v rámci informační gramotnosti, i metagramotnost klade důraz na využití široké škály moderních a rozvíjejících se technologií. Dále propojuje příbuzné oblasti informační gramotnosti, jako jsou vizuální, digitální, mediální gramotnost  a transgramotnost.
Metagramotnost pomáhá lidem kriticky myslet a spolupracovat v digitálním světě. Na rozdíl od informační gramotnosti, která se soustředí na konkrétní dovednosti a není plně přizpůsobena současným online technologiím, metagramotnost zahrnuje a využívá nové technologie.
Metagramotnost je koncept, který podporuje hlubší pochopení a efektivní využívání informací, zejména v kontextu digitálních technologií a sociálních médií. Tento přístup překračuje hranice standardní informační gramotnosti, zaměřuje se nejen na hledání informací, ale také na kritické myšlení o nich, jejich tvorbu a sdílení v online prostředí. Metagramotnost je v digitálním světě důležitá, protože pomáhá lidem lépe využívat informace a  technologie. Zdůrazňuje také význam spolupráce a učení se ve skupinách, což usnadňuje sdílení a vytváření informací. Díky metagramotnosti se lidé mohou lépe zorientovat v obrovském množství informací, které je dnes dostupné.

## Historie
Pojem metagramotnost (metaliteracy) se poprvé objevil v článku Thomase P. Mackeyho a Trudi E. Jacobson v roce 2011. Díky rychle se měnícímu sociálnímu informačnímu prostředí došlo k tomu, že termín Informační gramotnost a stejně tak principy výuky vyjádřené v odborném článku Information Literacy Competency Standards for Higher Education zastaraly, a tak tito autoři vnímali potřebu rozšířit chápání informační gramotnosti o další gramotnosti reagující na probíhající technologické změny, a zkoumat pojem informační gramotnost v prostředí nových médií. Metagramotnost byla výsledkem vytvoření termínu, který by bral v potaz rostoucí vliv sociálních médií a nových technologií. Do této redefinice Informační gramotnosti zahrnuli zmíněná sociální média a technologie webu 2.0.
Myšlenku metagramotnosti dále rozpracovaly Donna Witek a Teresa Grettano v článku Teaching Metaliteracy: a new paradigm in action. Jeho účelem bylo nabídnout model výuky informační gramotnosti využívající sociální média k výuce metagramotnosti jako základu moderní informační gramotnosti, a  zdůraznit účinky sociálních médií na chování a procesy studentů vyhledávajících informace na sociálních sítích.

## Cíle
V souvislosti s metagramotností byly definovány tyto čtyři cíle:
- Rozvoj schopnosti uživatelů aktivně kriticky hodnotit obsah a současně reflektovat vlastní předsudky. Tímto rostou schopnosti jedince, který se již neomezuje na hledání informací, ale rozvíjí schopnost analyzovat a kriticky hodnotit jak informace, tak osobní postoje.

- Snaha o etické a odpovědné nakládání s osobním intelektuálním vlastnictvím. Metagramotnost podporuje autenticitu v simulovaných prostředích. Úsilím je naučit jednotlivce odpovědnému přístupu k virtuálnímu obsahu.
- Osvojení schopnosti produkovat informace a jejich sdílení v kolaborativních a participativních prostředích. Tímto je podporován rozvoj spolupráce a  vzájemná výměna znalostí.
- Vytvoření a formulace strategií osobního vzdělávacího procesu, který by byl v souladu s dlouhodobými cíli osobního a profesního rozvoje jedince.[6]

Jako příklady jednotlivých cílů lze uvést:
- Stanovení toho, jak účel zdroje, typ dokumentu a způsob doručení ovlivňuje jeho hodnotu pro konkrétní situaci.
- Rozlišení mezi produkcí originální informace a remixováním obsahu s otevřenou licencí.
- Ochrana osobního soukromí a aktivní snaha zabezpečit vlastní informace dostupné online.
- Uvědomění, že učení je proces a uvažování o chybách vede k novým poznatkům a objevům.[2]

## Vzdělávání
Významným problémem digitálního světa je šíření dezinformací a fake news. Metagramotnost, která zahrnuje kritické myšlení a schopnost efektivně fungovat v prostředí sociálních sítí, je považována za klíčovou dovednost pro adresování těchto výzev. Klíčovým prvkem v rozvoji těchto dovedností je zapojení vzdělávacích institucí, které by měly metagramotnost začlenit do svých osvětových programů a výuky.
Šíření dezinformací může vést k posilování diskriminačních postojů, jako jsou rasismus nebo sexismus. Rozvoj metagramotnosti je považován za prostředek k udržení otevřenosti myšlení a odolnosti vůči předsudkům a nepravdivým informacím. Tento přístup je relevantní pro všechny věkové skupiny, neboť pomáhá v orientaci v digitálním informačním prostředí a v ochraně před dezinformacemi.